# NGC 1097
NGC 1097 je galaksija u zviježđu Kemijska peć.

## Vanjske poveznice
- SEDS: NGC 1097